# Plica lumaria
Plica lumaria är en ödleart som beskrevs av  Donnelly och MYERS 1991. Plica lumaria ingår i släktet Plica och familjen Tropiduridae. IUCN kategoriserar arten globalt som livskraftig. Inga underarter finns listade i Catalogue of Life.